# Saison 1958-1959 de la LNH
Saison précédente Saison suivante
La saison 1958-1959 est la 42e saison de la Ligue nationale de hockey. Les six équipes ont joué chacune 70 matchs.

## Saison régulière
Les Canadiens de Montréal gagnent une nouvelle fois le championnat remportent une grande partie des trophées. Leur gardien de but Jacques Plante gagne son quatrième trophée Vézina consécutif.
C'est la dernière saison de Ken Mosdell, dernier « rescapé » d'une équipe autre que les six originales, les Americans de New York.

### Classement final
Les quatre premières équipes sont qualifiées pour les séries éliminatoires.
| Clt   | Équipe                 | PJ | V  | D  | N  | BP  | BC  | Pts |
| ----- | ---------------------- | -- | -- | -- | -- | --- | --- | --- |
| +001, | Canadiens de Montréal  | 70 | 39 | 18 | 13 | 258 | 158 | 91  |
| +002, | Bruins de Boston       | 70 | 32 | 29 | 9  | 205 | 215 | 73  |
| +003, | Black Hawks de Chicago | 70 | 28 | 29 | 13 | 197 | 208 | 69  |
| +004, | Maple Leafs de Toronto | 70 | 27 | 32 | 11 | 189 | 201 | 65  |
| +005, | Rangers de New York    | 70 | 26 | 32 | 12 | 201 | 217 | 64  |
| +006, | Red Wings de Détroit   | 70 | 25 | 37 | 8  | 167 | 218 | 58  |

- Vainqueur du trophée Prince de Galles
- Qualifié pour les séries éliminatoires

### Meilleurs pointeurs
| Joueur          | Équipe   | PJ | B  | A  | Pts | Pun |
| --------------- | -------- | -- | -- | -- | --- | --- |
| Dickie Moore    | Montréal | 70 | 41 | 55 | 96  | 61  |
| Jean Béliveau   | Montréal | 64 | 45 | 46 | 91  | 67  |
| Andy Bathgate   | New York | 70 | 40 | 48 | 88  | 48  |
| Gordie Howe     | Détroit  | 70 | 32 | 46 | 78  | 57  |
| Ed Litzenberger | Chicago  | 70 | 33 | 44 | 77  | 37  |

## Séries éliminatoires de la Coupe Stanley
|  | Demi-finales                              | Demi-finales                           |          |   | Finale de la Coupe Stanley     | Finale de la Coupe Stanley     |
|  | Demi-finales                              | Demi-finales                           |          |   | Finale de la Coupe Stanley     | Finale de la Coupe Stanley     |
|  |                                           |                                        |          |   |                                |                                |
|  | 24, 26, 28, 31 mars, 2 et 4 avril 1959    | 24, 26, 28, 31 mars, 2 et 4 avril 1959 |          |   | 9, 11, 14, 16 et 18 avril 1959 | 9, 11, 14, 16 et 18 avril 1959 |
|  | 24, 26, 28, 31 mars, 2 et 4 avril 1959    | 24, 26, 28, 31 mars, 2 et 4 avril 1959 |          |   | 9, 11, 14, 16 et 18 avril 1959 | 9, 11, 14, 16 et 18 avril 1959 |
|  | Chicago                                   | 2                                      |          |   | 9, 11, 14, 16 et 18 avril 1959 | 9, 11, 14, 16 et 18 avril 1959 |
|  | Chicago                                   | 2                                      |          |   | 9, 11, 14, 16 et 18 avril 1959 | 9, 11, 14, 16 et 18 avril 1959 |
|  | Montréal                                  | 4                                      |          |   | 9, 11, 14, 16 et 18 avril 1959 | 9, 11, 14, 16 et 18 avril 1959 |
|  | Montréal                                  | 4                                      | Montréal | 4 |                                |                                |
|  | 24, 26, 28, 31 mars, 2, 4 et 7 avril 1959 |                                        | Montréal | 4 |                                |                                |
|  |                                           | Toronto                                | 1        |   |                                |                                |
|  | Toronto                                   | Toronto                                | 1        | 4 |                                |                                |
|  | Toronto                                   |                                        |          | 4 |                                |                                |
|  | Boston                                    | 3                                      |          |   |                                |                                |
|  | Boston                                    | 3                                      |          |   |                                |                                |

### Finale
Les Canadiens de Montréal remportent une nouvelle fois la Coupe Stanley en battant les Maple Leafs de Toronto sur le score de 4 matchs à 1. Les Canadiens deviennent ainsi la première équipe de l'histoire la LNH à gagner quatre coupes consécutives.

## Honneurs remis aux joueurs et équipes

### Trophées
| Trophée              | Joueur          | Équipe                |
| -------------------- | --------------- | --------------------- |
| Trophée Calder       | Ralph Backstrom | Canadiens de Montréal |
| Trophée Art-Ross     | Dickie Moore    | Canadiens de Montréal |
| Trophée Hart         | Andy Bathgate   | Rangers de New York   |
| Trophée James-Norris | Tom Johnson     | Canadiens de Montréal |
| Trophée Lady Byng    | Alex Delvecchio | Red Wings de Détroit  |
| Trophée Vézina       | Jacques Plante  | Canadiens de Montréal |

| Trophée                  | Équipe                |
| ------------------------ | --------------------- |
| Trophée Prince de Galles | Canadiens de Montréal |
| Coupe Stanley            | Canadiens de Montréal |

### Équipes d'étoiles
| Position       | Première équipe | Première équipe       | Deuxième équipe  | Deuxième équipe       |
| Position       | Joueur          | Équipe                | Joueur           | Équipe                |
| -------------- | --------------- | --------------------- | ---------------- | --------------------- |
| Gardien de but | Jacques Plante  | Canadiens de Montréal | Terry Sawchuk    | Red Wings de Détroit  |
| Défenseur      | Bill Gadsby     | Rangers de New York   | Doug Harvey      | Canadiens de Montréal |
| Défenseur      | Tom Johnson     | Canadiens de Montréal | Marcel Pronovost | Red Wings de Détroit  |
| Ailier gauche  | Dickie Moore    | Canadiens de Montréal | Alex Delvecchio  | Red Wings de Détroit  |
| Centre         | Jean Béliveau   | Canadiens de Montréal | Henri Richard    | Canadiens de Montréal |
| Ailier droit   | Andy Bathgate   | Rangers de New York   | Gordie Howe      | Red Wings de Détroit  |